# Eckfleth
Eckfleth ist ein Ortsteil der Stadt Elsfleth im niedersächsischen Landkreis Wesermarsch. Die Bauerschaft von Moorriem liegt westlich der Kernstadt Elsfleth an der Landesstraße L 864 nördlich von Butteldorf. Östlich des Ortes verläuft die B 212 und fließt die Hunte. Westlich des Ortes erstrecken sich die Naturschutzgebiete Rockenmoor/Fuchsberg (155 ha) und Barkenkuhlen im Ipweger Moor (53,5 ha) und südwestlich das 120 ha große Naturschutzgebiet Gellener Torfmöörte.

## Baudenkmale
In der Liste der Baudenkmale in Elsfleth sind für Eckfleth 28 Baudenkmale aufgeführt, u. a.
- Kirche St. Anna von 1620 mit Friedhof, Küsterhaus Kirchweg 1 von 1727 und Pastorat Kirchweg 3 vom 18. Jh.
- Hofanlage Eckfleth 3 und Hofanlage Eckfleth 5 aus dem 18. und 19. Jahrhundert
- Wohn- und Wirtschaftsgebäude Georgstraße 2 von um 1800 als Kötnerhaus gebaut
- Hofanlage Georgstraße 4 aus dem 19. und 20. Jahrhundert
- Hofanlage Georgstraße 24 von um 1910 mit Gulfhaus
- Wohn- und Wirtschaftsgebäude Georgstraße 8 von  1799, seit 1991 Tarpanhof Moorriem
- Wohnhaus Eckfleth 17 von 1934
- Reithalle Eckfleth von 1927

## Söhne und Töchter des Ortes
- Johann Koopmann (1901–1960), Politiker (SPD), Mitglied des Niedersächsischen Landtages und Mitglied des Ernannten Oldenburgischen Landtages